# Persone di nome Josip/Calciatori
| Questa pagina contiene informazioni ricavate automaticamente dalle voci biografiche con l'ausilio del template Bio e di un bot. L'aggiornamento è periodico e automatico e ricostruisce completamente la pagina. Se manca una persona in questa lista, sei pregato di non aggiungerla, ma accertati piuttosto che la sua voce biografica contenga il template Bio e che i dati anagrafici siano correttamente compilati. Se il template Bio manca, inseriscilo tu stesso o, in alternativa, metti l'avviso {{tmp\|Bio}} che ne segnala la mancanza. Se i dati riportati sono sbagliati, correggi direttamente la voce biografica; le modifiche saranno visibili in questa lista entro pochi giorni. Per chiarimenti vedi il progetto antroponimi. La lista contiene solo le 55 persone che sono citate nell'enciclopedia e per le quali è stato implementato correttamente il template Bio. Pagina aggiornata al 16 ott 2024. |

Questa è una lista di persone presenti nell'enciclopedia che hanno il nome Josip e sono calciatori.

## B(9)
- Josip Balatinac, ex calciatore croato (Kneževo, n. 1979)
- Josip Barišić, ex calciatore croato (Osijek, n. 1986)
- Josip Barišić, ex calciatore bosniaco (Posušje, n. 1983)
- Josip Bašić, ex calciatore croato (Spalato, n. 1996)
- Joško Bilić, ex calciatore croato (n. 1974)
- Josip Brekalo, calciatore croato (Zagabria, n. 1998)
- Josip Brezovec, ex calciatore croato (Varaždin, n. 1986)
- Josip Bukal, calciatore e allenatore di calcio jugoslavo (Okešinac, n. 1945 - Sarajevo, † 2016)
- Josip Bulat, ex calciatore croato (Sebenico, n. 1972)

## C(1)
- Josip Colina, ex calciatore bosniaco (Zenica, n. 1980)

## D(2)
- Josip Drmić, calciatore svizzero (Lachen, n. 1992)
- Josip Duvančić, calciatore e allenatore di calcio croato (Promina, n. 1935 - Zemun, † 2023)

## E(1)
- Josip Elez, calciatore croato (Spalato, n. 1994)

## F(2)
- Josip Filipović, calciatore croato (Zagabria, n. 1996)
- Josip Fuček, calciatore croato (Zagabria, n. 1985)

## G(3)
- Josip Gašpar, ex calciatore croato (Signo, n. 1973)
- Josip Golubar, calciatore croato (Krkanec, n. 1985)
- Josip Gucmirtl, calciatore jugoslavo (Osijek, n. 1942 - Zagabria, † 2009)

## I(2)
- Josip Iličić, calciatore bosniaco (Prijedor, n. 1988)
- Josip Ivančić, calciatore croato (Zagabria, n. 1991)

## J(2)
- Josip Juranović, calciatore croato (Zagabria, n. 1995)
- Josip Jurendić, calciatore croato (Slavonski Brod, n. 1987)

## K(4)
- Josip Katalinski, calciatore jugoslavo (Sarajevo, n. 1948 - Sarajevo, † 2011)
- Josip Knežević, calciatore croato (Osijek, n. 1988)
- Josip Krznarić, calciatore croato (Karlovac, n. 1993)
- Josip Kvesić, calciatore bosniaco (Široki Brijeg, n. 1990)

## L(1)
- Josip Lukačević, calciatore bosniaco (Brčko, n. 1983)

## M(5)
- Josip Mikulić, ex calciatore bosniaco (Ljubuški, n. 1986)
- Josip Milardović, ex calciatore croato (Odžak, n. 1982)
- Josip Mitrović, calciatore croato (Fiume, n. 2000)
- Josip Mišić, calciatore croato (Vinkovci, n. 1994)
- Josip Mohorović, ex calciatore e allenatore di calcio croato (Albona, n. 1948)

## P(4)
- Josip Pirmajer, calciatore jugoslavo (Trbovlje, n. 1944 - Srbobran, † 2018)
- Josip Pivarić, ex calciatore croato (Zagabria, n. 1989)
- Josip Posavec, calciatore croato (Varaždin, n. 1996)
- Josip Projić, ex calciatore serbo (Kruševac, n. 1987)

## R(1)
- Josip Radošević, calciatore croato (Spalato, n. 1994)

## S(3)
- Josip Scholz, calciatore jugoslavo (Zagabria, n. 1898 - Belgrado, † 1945)
- Josip Skoko, ex calciatore australiano (Mount Gambier, n. 1975)
- Josip Stanišić, calciatore croato (Monaco di Baviera, n. 2000)

## T(4)
- Josip Tadić, calciatore croato (Đakovo, n. 1987)
- Josip Takač, calciatore jugoslavo (Subotica, n. 1919 - † 1991)
- Josip Tomašević, calciatore croato (Virovitica, n. 1993)
- Josip Tomašević, calciatore croato (Signo, n. 1994)

## V(1)
- Josip Vuković, calciatore croato (Spalato, n. 1992)

## W(1)
- Josip Weber, calciatore croato (Slavonski Brod, n. 1964 - Slavonski Brod, † 2017)

## Ć(2)
- Josip Ćorić, calciatore croato (Zagabria, n. 1988)
- Josip Ćorluka, calciatore bosniaco (Grude, n. 1995)

## Č(3)
- Josip Čalušić, calciatore croato (Spalato, n. 1993)
- Josip Čop, ex calciatore jugoslavo (Varaždin, n. 1954)
- Josip Čondrić, calciatore croato (Zagabria, n. 1993)

## Š(4)
- Josip Šoljić, calciatore croato (Gradačac, n. 1987)
- Josip Šimić, ex calciatore croato (Zagabria, n. 1977)
- Josip Špoljarić, calciatore croato (Osijek, n. 1997)
- Josip Šutalo, calciatore croato (Čapljina, n. 2000)